# Adiabatna sprememba
Adiabátna spremémba (tudi adiabátna ali izentrópna preobrázba) je sprememba stanja termodinamskega sistema, pri kateri slednji svoji okolici ne odda nobene toplote niti je od nje ne prejme, spreminjajo pa se temperatura, prostornina in tlak. Na faznem diagramu ustreza taki spremembi adiabata (izentropa).

## Spremembe pri idealnem plinu
Spremembe termodinamskih spremenljivk pri idealnem plinu:
{\displaystyle pV^{\kappa }={\textrm {konst.}}}
{\displaystyle TV^{\kappa -1}={\textrm {konst.}}}
{\displaystyle {\frac {T^{\kappa }}{p^{\kappa -1}}}={\textrm {konst.}}}
Pri tem κ označuje adiabatni eksponent, ki je enak razmerju med specifično toploto pri stalnem tlaku in specifično toploto pri stalni prostornini.
Opravljeno ali prejeto delo A pri adiabatni spremembi:
{\displaystyle A=\Delta W_{n}}
Sprememba toplote Q pri adiabatni spremembi:
{\displaystyle Q=0}
Sprememba notranje energije Wn pri adiabatni spremembi:
{\displaystyle \Delta W_{n}=mc_{V}\Delta T}
Pri tem je m masa telesa, cV pa specifična toplota pri stalni prostornini.
Sprememba entalpije H pri adiabatni spremembi:
{\displaystyle \Delta H=mc_{p}\Delta T}
Pri tem je cp specifična toplota pri stalnem tlaku.
Sprememba entropije S je pri adiabatni spremembi po definiciji enaka nič:
{\displaystyle \Delta S=0}